# 雷光夏
雷光夏（1968年8月15日—），臺灣音樂藝術家，父親雷驤也是一位文學以及藝術創作者。是三金（金馬、金曲、金鐘）入圍者。
從詞、曲、演唱、配樂、專輯，她的作品帶著獨一無二的詩意與畫面感，而被稱為「音樂詩人」；現場演出則結合影像、樂團演奏，帶著寓言與故事性，同時具有毀壞與療癒的隱喻。啟發她的人包括音樂人林強、導演盧昌明、作家伊塔罗·卡尔维诺。
在專輯「時間的密語」中，與爵士鋼琴家Uri Caine合作，兩人並多次同台演出。
曾經出版《我是雷光夏》、《臉頰貼緊月球》、《時間的密語》、《2003逝》、《黑暗之光》（光之影DVD）等數張個人專輯,並數次獲得臺灣金曲獎的肯定。 2010年，以電影「第36個故事」獲得台灣金馬獎最佳電影原創歌曲、2011年獲得金曲獎演奏類最佳專輯製作人。
2015年12月下旬，雷光夏為淡水信義線（紅線）創作《旅行》，以因應「台北聲音地景計月畫」推出第三部曲，其為台北捷運四條高運量路線設計各自專屬的進站音樂。

## 音樂作品[3]

### 錄音室專輯
| 項次 | 發行日期 | 專輯名稱                                        | 廠牌       | 曲目 |
| 1    | 1995年   | 《我是雷光夏》                                  | 水晶       | 1. 情節 2. 逝 3. 榜外 4. 媽媽與我 5. 獵小海豹 6. 波斯 7. 冬天不相干的故事 8. 入山 |
| 2    | 1999年   | 《臉頰貼緊月球》                                | 新力       | 1. 臉頰貼緊月球 2. 老夏天 3. 敗帝國 4. 看不見的吹奏者 5. 原諒 6. 貿易風 7. 花園 8. 海上花 9. 消失的奏鳴曲 10. 小島漫遊 11. 壯麗的你 |
| 3    | 2003年   | 《2003逝》                                      | 新力       | 1. 逝 2. 情節 3. 冬天不相干的故事 4. 榜外 5. 壯麗的你 6. 媽媽與我 7. 波斯 8. 入山 9. 生日快樂 10. 逝（1985歲珍貴歷史錄音） |
| 4    | 2003年   | 《時間的密語》                                  | 新力       | 1. 你靜靜聽 2. ach/uri caine:goldberg variation aria 1 3. 昨天晚上我夢見你 4. 搖籃曲 5. Uri Caine/Bach：Goldberg Variation-Aria 1 6. 駛向都市邊緣的電車 7. 搖籃曲Ⅱ 8. 臉頰貼緊月球（全新故事版） 9. ach/uri caine:goldberg variation aria 2 10. 時間的密語 11. ach/uri caine:goldberg variation aria 3 |
| 5    | 2006年   | 《黑暗之光》                                    | 新力博德曼 | 1. 我的80年代 2. 黑暗之光 3. La Paloma（folk） 4. 造字的人 5. 別人的天使 6. New Dreams 7. 清晨旅行 8. 未來女孩 9. 發光房子 10. 黑暗之光（Version 2） |
| 6    | 2010年   | 《她的改變》 （《第36個故事》電影原聲音樂大碟） | 積木       | 1. 她的改變 2. 朵兒咖啡館（序曲） Daughter`s Cafe 3. 只是還沒找到彼此而已 the missing part 4. 第36個故事（弦樂珍藏版） 5. 心理價值之一 inner valueⅠ 6. 心理價值之二 inner value Ⅱ 7. 騷動 8. 流動的故事 in between seasons 9. 這就是城市 smile 10. 朵兒與薔兒之一 Doris and Josie Ⅰ 11. 朵兒與薔兒之二 Doris and Josie Ⅱ 12. 第36個故事（電影抒情版） Taipei Exchanges（bonus track） 13. 交換（尾曲）exchanges 14. 故鄉 homeland |
| 7    | 2015年   | 《不想忘記的聲音》                              | 索尼       | 1. 不想忘記的聲音 2. 在世界的每個早晨 3. 遠方的鼓聲 4. 遠方有雨 5. 公路電影 6. 那些時代的風景 7. 藍圖 8. 明朗俱樂部 9. Into the Deep 10. 寫給雨天的歌 11. 有小狗的房子 12. Thank You |
| 8    | 2024年   | 《小故事》                                      | 聲音紡織   | 1. 歇業的海水浴場 2. 飛奔少年 3. 小說裡的最後一人 4. 地鐵與樂團 5. 在轉角遇見他 6. 我們 7. 小故事 8. 紅尾巴 9. 守護我 10. 蒹葭 11. 不想忘記的聲音 (Live版) |

### 配樂作品
- 1997年 《南國再見，南國》電影主題曲「海上花」（入圍第9屆金曲獎最佳作詞人獎）
- 1999年 《作家身影》紀錄片（獲得第34屆金鐘獎教育文化節目獎）
- 2010年 《第36個故事》電影主題曲「第36個故事」（獲得第12屆臺北電影獎最佳音樂獎及第47屆金馬獎最佳原創電影歌曲獎）
- 2014年 《迴光奏鳴曲》電影配樂
- 2018年 《范保德》電影配樂及主題曲「深無情」（入圍第55屆金馬獎最佳原創電影歌曲獎及最佳原創電影音樂獎）
- 2019年 《返校》電影片尾曲「光明之日」（獲得第56屆金馬獎最佳原創電影歌曲獎）

## 配音作品
- 2001年 幾米《地下鐵的二十個音樂場景》音樂專輯
- 2014年 第25屆金曲獎入圍影片
- 2015年 第26屆金曲獎入圍影片

## 主持節目
- 「粉紅色森林」（台北愛樂電台）
- 「聲音紡織機」（台北愛樂電台）

## 演唱會
- 2019年9月15日 台北國際會議中心《昨天晚上我遇見你》演唱會

## 獎項紀錄
| 年份 | 頒獎典禮              | 獎項                   | 作品                                                      | 結果 |
| ---- | --------------------- | ---------------------- | --------------------------------------------------------- | ---- |
| 1999 | 第10屆金曲獎          | 最佳作詞人獎           | 《海上花》                                                | 提名 |
| 2000 | 第11屆金曲獎          | 最佳作詞人獎           | 原諒《臉頰貼緊月球》                                      | 獲獎 |
| 2000 | 第11屆金曲獎          | 最佳編曲人獎           | 臉頰貼緊月球《臉頰貼緊月球》                              | 提名 |
| 2000 | 第11屆金曲獎          | 年度專輯獎             | 《臉頰貼緊月球》                                          | 提名 |
| 2000 | 第11屆金曲獎          | 最佳音樂錄影帶獎       | 黃室淨《臉頰貼緊月球》                                    | 提名 |
| 2004 | 第39屆廣播金鐘獎      | 類型音樂節目主持人獎   | 《粉紅色森林之女性入門系列》                              | 提名 |
| 2007 | 第7屆華語音樂傳媒大獎 | 最佳國語女歌手         | 《黑暗之光》                                              | 獲獎 |
| 2010 | 第12屆台北電影獎      | 最佳音樂獎             | 《第36個故事》                                            | 獲獎 |
| 2010 | 第47屆金馬獎          | 最佳原創電影歌曲       | 〈第36個故事〉《第36個故事》                              | 獲獎 |
| 2011 | 第22屆金曲獎          | 演奏類最佳作曲人獎     | 朵兒咖啡館（序曲）《第36個故事電影原聲音樂大碟-她的改變》 | 提名 |
| 2011 | 第22屆金曲獎          | 演奏類最佳專輯製作人獎 | 《第36個故事電影原聲音樂大碟-她的改變》                   | 獲獎 |
| 2011 | 第22屆金曲獎          | 演奏類最佳專輯獎       | 《第36個故事電影原聲音樂大碟-她的改變》                   | 提名 |
| 2016 | 第5屆阿比鹿音樂獎     | 年度唱片               | 《不想忘記的聲音》                                        | 獲獎 |
| 2018 | 第20屆台北電影獎      | 最佳配樂獎             | 《范保德》                                                | 獲獎 |
| 2018 | 第55屆金馬獎          | 最佳原創電影音樂       | 《范保德》                                                | 提名 |
| 2018 | 第55屆金馬獎          | 最佳原創電影歌曲       | 〈深無情〉《范保德》                                      | 提名 |
| 2019 | 第56屆金馬獎          | 最佳原創電影歌曲       | 〈光明之日〉《返校》                                      | 獲獎 |

## 外部連結
- 雷光夏的Facebook專頁
- 雷光夏的Facebook專頁
- 雷光夏的Instagram帳戶
- summer lei : the darkness of light（雷光夏 黑暗之光） 專輯：黑暗之光 介紹網站
- 雷光夏最新音樂專輯 專輯：臉頰貼緊月球 介紹網站